# Bob Boone
Robert Raymond Boone (San Diego, California, 19 de noviembre de 1947), más conocido como Bob Boone, es un exjugador profesional estadounidense de béisbol que se desempeñó en la posición de cácher en las Grandes Ligas de Béisbol (MLB). Logró obtener siete Guantes de Oro.

## Carrera
Boone jugó como profesional diez temporadas en Philadelphia Phillies (1972-1981), después pasó a California Angels (1982-1988), luego a Kansas City Royals, donde jugó dos temporadas (1989-1990), y fue el equipo en el que se retiró.

## Premios
Fue galardonado con el Guante de Oro en siete oportunidades (1978, 1979, 1982, 1986, 1987, 1988 y 1989).